# Hooidammer
Hooidammer is een Nederlandse kaas uit Heerenveen, Friesland. Hooidammer is de merknaam voor verschillende specifieke biologische kazen, gemaakt door kaasmakerij Henri Willig.

## Achtergrond
Henri Willig maakt reeds tientallen jaren meerdere soorten kaas onder verschillende merknamen. Hooidammer wordt gemaakt sinds 2001. De melk is afkomstig van verschillende melkveehouders in Noord-Nederland waarmee vaste afspraken worden gemaakt. Enkele keren per jaar is er overleg tussen de boeren en Henri Willig. Jaarlijks wordt ongeveer 6,5 miljoen liter melk verwerkt tot kaas; er zijn varianten op basis van koemelk, geitenmelk en schapenmelk. Alle Hooidammerkazen zijn afkomstig van biologische landbouw en hebben een vegetarisch keurmerk. De verkoop van Hooidammer richt zich dan ook specifiek op natuurvoedingszaken.
De kazen met de naam "Hooidammer Demeter" zijn gemaakt van koemelk van biologisch-dynamische landbouw en dragen het Demeter-keurmerk.

## Soorten
Er zijn heel wat varianten Hooidammer-kaas. Regelmatig worden er nieuwe op de markt gebracht en andere verdwijnen dan weer.

### Hooidammer van koemelk
| - Hooidammer Bio Gouda Jong - Hooidammer Bio Gouda Jong Belegen - Hooidammer Bio Gouda Belegen - Hooidammer Bio Gouda Extra Belegen - Hooidammer Bio Gouda Oud - Hooidammer Bio Gouda Vintage - Hooidammer Bio Gouda Komijn | - Hooidammer Bio Koekaas Basilicum/Knoflook - Hooidammer Bio Koekaas Geroosterde Ui/Brandnetel - Hooidammer Bio Koekaas Fenegriek - Hooidammer Bio Koekaas Groene Pesto - Hooidammer Bio Koekaas Rode Pesto - Hooidammer Bio Koekaas Wortel - Hooidammer Bio Koekaas Ras el Hanout - Hooidammer Bio Koekaas Truffel (2016; met toevoeging van Italiaanse truffels) | - Hooidammer Demeter Gouda Jong - Hooidammer Demeter Koekaas Basilicum/Fenegriek (2016) |

### Hooidammer van geitenmelk
| - Hooidammer Bio Hollandse Geitenkaas Jong - Hooidammer Bio Geitenkaas Jong Belegen - Hooidammer Bio Geitenkaas Belegen - Hooidammer Bio Geitenkaas Oud | - Hooidammer Bio Geitenkaas Brandnetel/Knoflook - Hooidammer Bio Geitenkaas Fenegriek | - Hooidammer Bio Hollandse Geitenkaas Mediterrano - Hooidammer Bio Baby Geitenkaas |

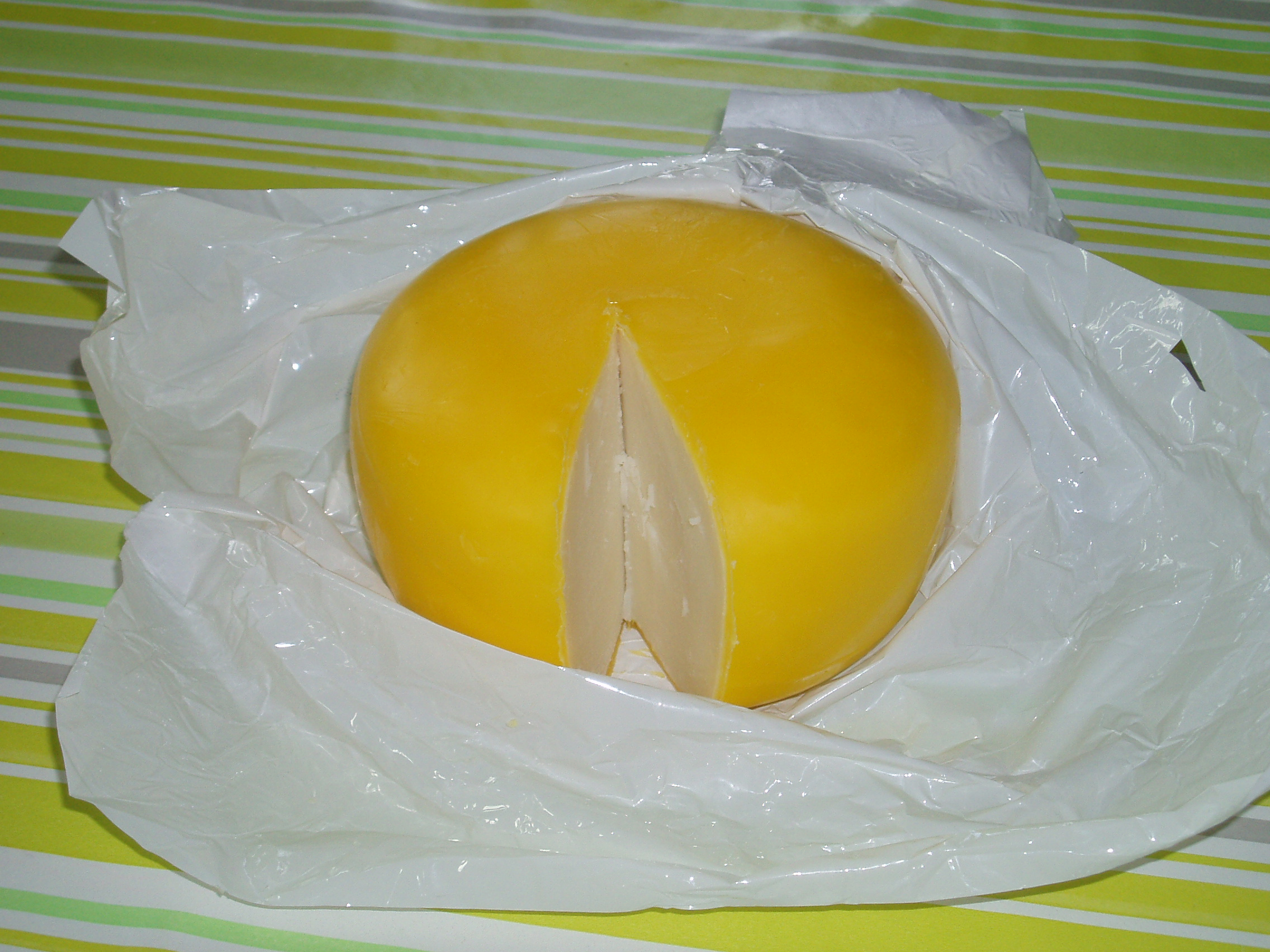
Hooidammer Hollandse Geitenkaas Jong

### Hooidammer van schapenmelk
| - Hooidammer Bio Schapenkaas Jong - Hooidammer Bio Baby Schapenkaas |

## Verspreiding
De Hooidammer-kazen worden in verschillende landen verkocht, onder meer in Scandinavië, de Verenigde Staten, België en Duitsland.